# Olszanka (powiat białostocki)
Olszanka (białorus. Альшанка) – wieś w Polsce położona w województwie podlaskim, w powiecie białostockim, w gminie Zabłudów.
W latach 1975–1998 miejscowość należała administracyjnie do województwa białostockiego.

## Położenie
Miejscowość leży przy drodze wojewódzkiej nr 685, pomiędzy miejscowościami Ochremowicze i Żywkowo.

## Historia
Według Pierwszego Powszechnego Spisu Ludności z 1921 r. Olszankę zamieszkiwało 78 osób, wśród których 46 zadeklarowało wyznanie prawosławne, a 32 rzymskokatolickie. Jednocześnie białoruską przynależność narodową zadeklarowało wówczas 51 mieszkańców, a polską 27.

## Inne
W strukturach administracyjnych Cerkwi Prawosławnej w Polsce wieś podlega parafii pw. Zaśnięcia Najświętszej Marii Panny w pobliskim Zabłudowie. Natomiast wierni kościoła rzymskokatolickiego należą do parafii św. Apostołów Piotra i Pawła w Zabłudowie.